# 一宮城 (阿波国)
一宮城（いちのみやじょう）は、徳島県徳島市一宮町にあった日本の城。徳島県指定史跡。東山渓県立自然公園指定。とくしま市民遺産選定。

## 概要

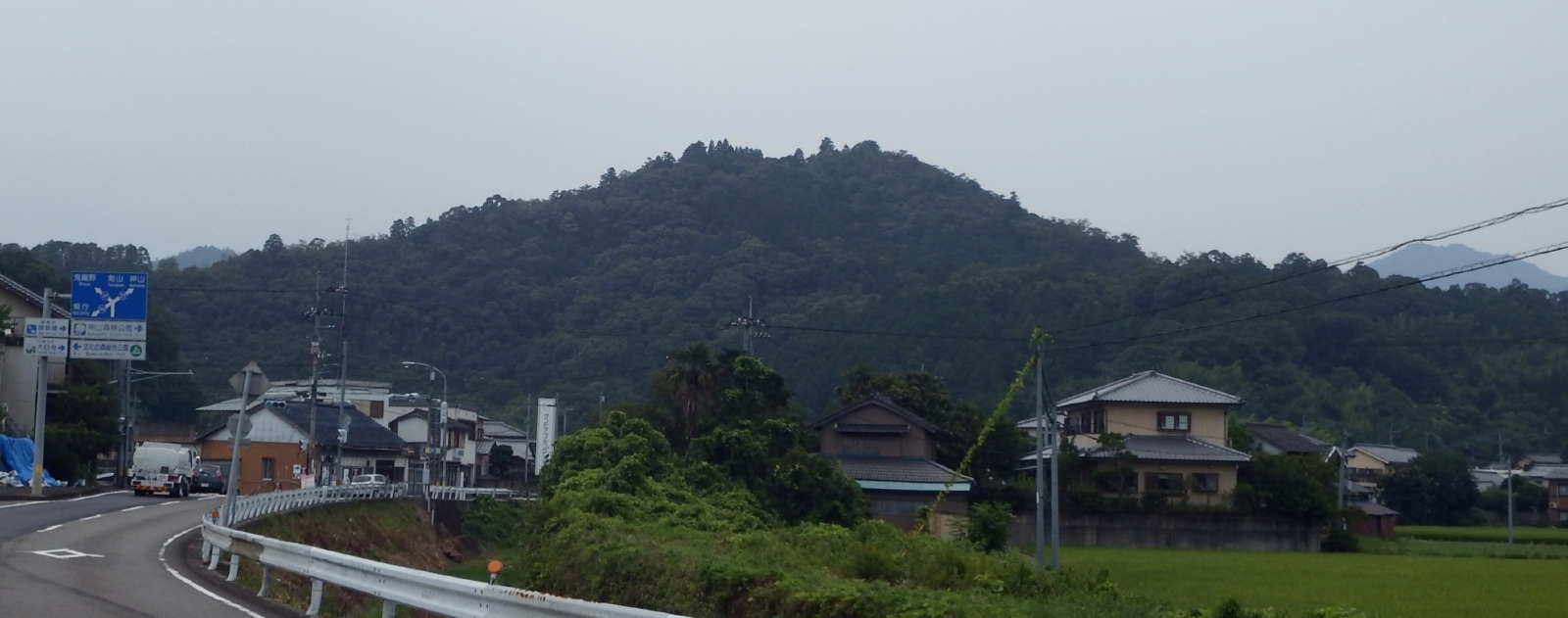
一宮城の山

一宮城は、南北朝時代に天険を利用した山城で、のちに大幅に改修された。東竜王山の北東に延びた枝尾根の最先端にあり、本丸部分は標高144.3m、麓からの比高は約120mの山嶺に築かれ、石垣下は急傾斜となっている。北は鮎喰川、東は船戸川、園瀬川が天然の濠として、背後には四国山脈がひかえている。一宮城は南城と北城の二城から成り立っている。本丸は北城に属し、明神丸等の曲輪は南城に属し、山麓には居館があったと言われている。一宮城は徳島県内で最大級の山城である。三好氏と長宗我部氏の攻防の舞台にもなった。1954年（昭和29年）8月6日、徳島県指定史跡に指定。
2017年（平成29年）4月6日、続日本100名城（176番）に選定された。

## 沿革

### 築城
阿波国守護である小笠原長房の四男小笠原長宗が、一宮宗成を滅ぼし1338年（南朝：延元3年、北朝：暦応元年）にこの地に城郭を築いて移り住み、一宮神社の分霊を城内に奉祀した。その後小笠原長宗は一宮氏を称し、一宮城は一宮氏が代々居城とし、神職も兼ねていたようである。

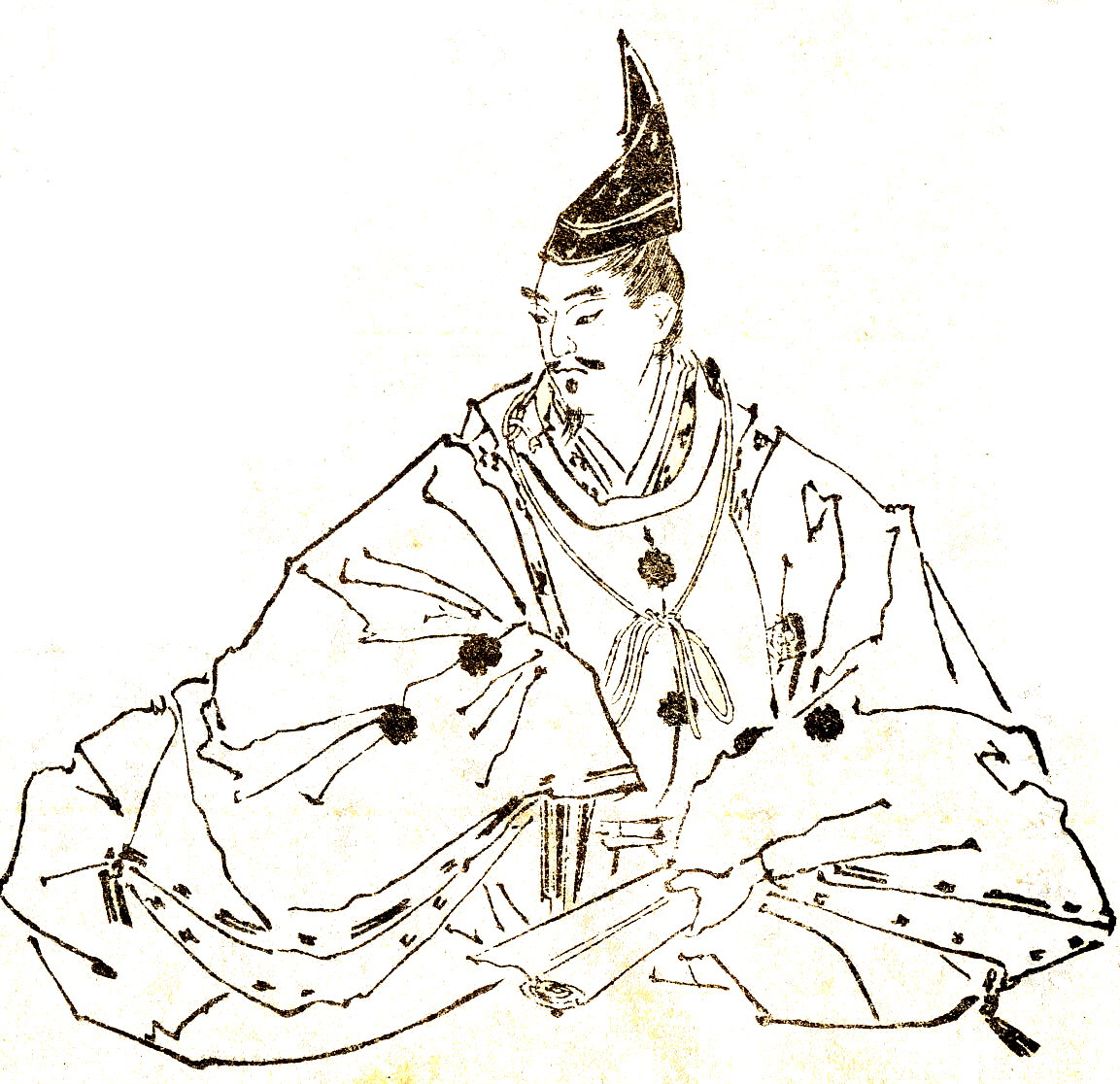
細川頼之像

南北朝時代に小笠原長宗は南朝に属し活躍していたが、細川頼春は南朝の切り崩しにかかった。1340年（南朝：興国元年、北朝：暦応3年）大西城の小笠原義盛、白地城の大西氏を降して、一宮城に集中攻撃をかけてきた。1350年（南朝：正平5年、北朝：観応元年）には小笠原長宗は病死し、息子の一宮成宗が城主となっており、細川頼之軍は手始めに夷山城を攻め、野田山城を焼き討ちした。その勢いに乗じて一宮城に攻め入り麓周辺を焼き討ちにした。一宮城が戦場になったのはこの時が初めてである。その後両者は度々合戦となったが、1362年（南朝：正平17年、北朝：貞治元年）細川頼之軍と戦って破れ、細川頼之との間で和睦を結び、一宮成宗は息子の一宮成行に城主を譲り、自身は重清城に隠居した。一宮成行は北朝に下りその後細川氏の被官となった。永正の錯乱以降、細川家の内乱で度々畿内に出軍した国人衆の中に一宮氏の名前が見られる。

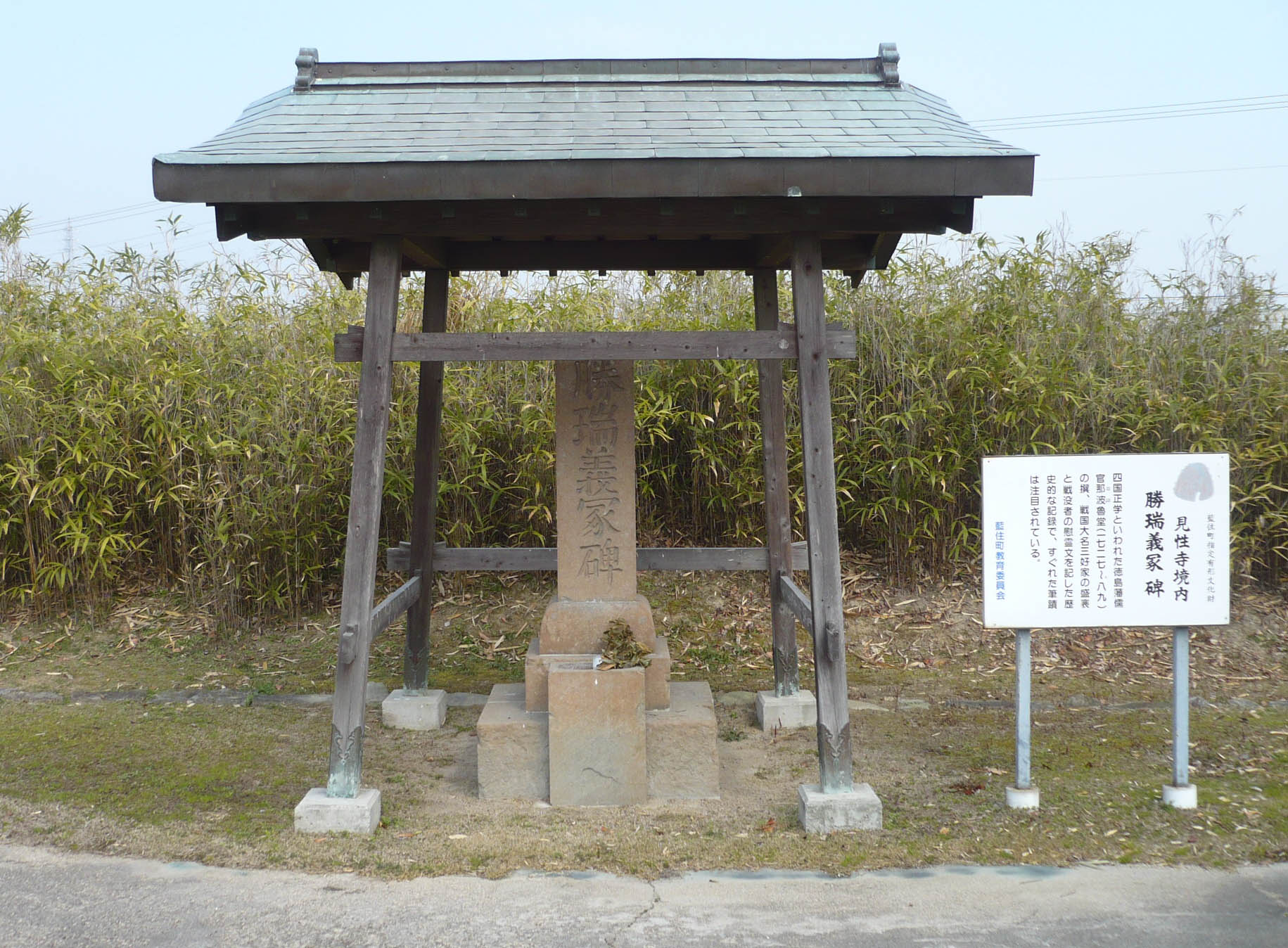
勝瑞城にある勝瑞義家塚碑

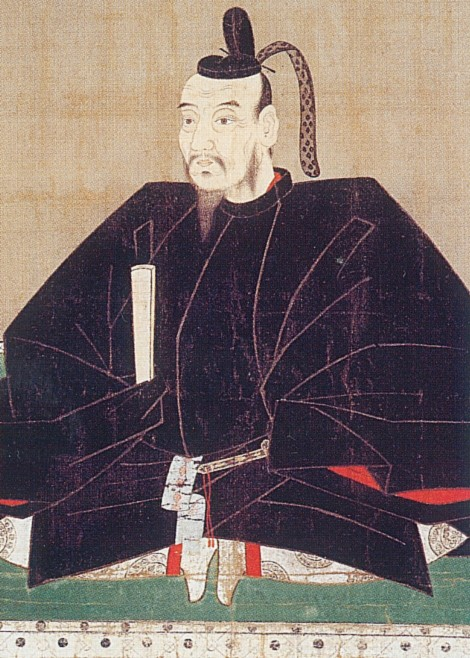
長宗我部元親像/秦神社所蔵

### 一宮成祐時代
阿波国が細川氏に代わって三好氏が支配すると、一宮氏は三好氏と姻戚関係を結んで、一宮城の12代城主一宮成祐（小笠原成助）の時には、三好家臣団の中でも重要な地位を占める事になる。しかし三好長治が阿波国の国主となると、三好家臣団の重鎮であった篠原長房が上桜城の戦いで討ち取られ家臣団も分裂状態になる。天正5年（1577年）3月、三好長治は細川真之を討伐するため荒田野の戦いとなったが、細川真之に応じて伊沢頼俊、一宮成祐らが兵を挙げ、三好長治軍の背後を脅かした。そして三好軍が勝瑞城に引き揚げる途中、今切城に入城した三好軍を2千兵で包囲、3日間の攻防戦の上、今切城から脱出した三好長治を追いつめ、同年3月18日朝自害させた。この報を聞いた三好長治方の矢野国村は、勝瑞城で謀をめぐらし同年4月に伊沢頼俊の陣に攻めかけ滅ぼした。一宮成祐は孤立状態となり、香宗我部親泰を頼り長宗我部元親と誼を通じた。
これをうけ同年春頃に長宗我部元親は阿波国に侵攻、大西城を奪取した。威勢に乗った一宮成祐は、同年9月に勝瑞城に向けて一旦進軍したものの、宮城梅雪の言をうけ一宮城に帰城する。その最中、淡路軍が横合いから攻撃してきたが、一宮成祐はこれを破った。篠原自遁はこの状況を打開するため、紀伊国、淡路国の援軍をうけ7千の兵で一宮城を攻城した。この状況を不利と悟った一宮成祐は、一宮城を去り焼山寺に引き籠った。翌天正6年（1578年）正月、十河存保が勝瑞城の城主となったが、翌天正7年（1579年）12月脇城下で十河存保は打撃をうけ敗退、これが切っ掛けとなり一宮成祐は一宮城に帰城した。
天正8年（1580年）正月、一宮成祐は十河存保を忙殺しようとしたが、この事を察知した十河存保は十河城に逃れ、一宮成祐は念願の勝瑞城の城主となった。しかし翌天正9年（1581年）7月織田信長の命で十河存保は、長宗我部元親方の西庄城を攻め落とし、勝ちに乗じて勝瑞城を奪還し一宮城も攻めたが、一宮城は堅く安易には抜けず一宮成祐もよく防いだ。同年9月、長宗我部元親の名代が十河存保と面会し、2万余騎を率いて援軍に駆けつけると聞き、十河存保は囲みを解いて退却した。
翌天正10年（1582年）5月、三好康長は高屋城の戦いで織田信長に帰服し、織田政権の四国進出の先軍として阿波国に入国し、十河存保と共に一宮城と夷山城を収めた。ところが同年6月2日本能寺の変がおきると三好康長は急ぎ京に上がった。この機会を好機ととらえた長宗我部元親は2万3千兵を挙げて阿波国に侵入し、中富川の戦いで十河存保軍を破り阿波国を平定した。
一宮成祐は中富川の戦いで土佐勢の先鋒として活躍したが、長宗我部元親のもとに三好康長と一宮成祐が通じていたことが耳に入った。同年11月7日に恩賞の打ち合わせと偽って一宮成祐を夷山城に招いた。一宮成祐は数名の部下を引き連れて夷山城に向ったが、その途中長宗我部元親の家臣畑弥助の隊が一宮成祐を襲った。一旦は逃げたが次第に追い詰められ自害した。長宗我部元親は後の憂いを無くすため新開道善、細川真之など阿波国に招き入れた武将をことごとく殺害していった。

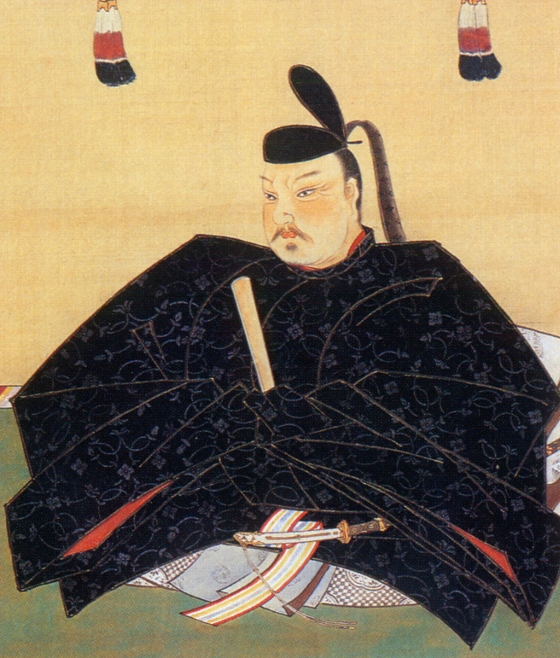
豊臣秀長像/春岳院所蔵

### 廃城
その後、長宗我部元親は一宮城に南城を新たに増築した。家臣である谷忠澄に南城、江村親俊に旧城であるが北城の城代とし多数の守備兵を配置した。天正13年（1585年）5月、羽柴秀吉の四国攻めでは主戦場の一つとなった。豊臣秀長が4万兵で攻城し一宮城は1万兵でよく守ったが、同年7月下旬開城した。
長宗我部元親が羽柴秀吉に降伏すると、同年9月羽柴秀吉は蜂須賀家政に阿波国を与え、家政は一宮城を居城とした。石垣を巡らした現在の遺構はこの時に大幅改修した。翌1586年（天正14年）に徳島城を築くとそちらに移り、家臣である益田持正が城代となった。阿波九城の一つとして徳島城の重要な支城に位置づけられていたが、一国一城令によって1638年（寛永15年）に一宮城は廃城となった。この時石材の一部は徳島城に運ばれ、修築に使われたという伝承がある。

### 歴代城主
| 何代城主 | 初代城主                | 2代城主  | 3代城主  | 4代城主  | 5代城主         | 6代城主    | 7代城主  | 8代城主  |
| -------- | ----------------------- | -------- | -------- | -------- | --------------- | ---------- | -------- | -------- |
| 城主名   | 小笠原長宗 （一宮長宗） | 一宮成宗 | 一宮義雄 | 一宮成行 | 一宮成良        | 一宮成賢   | 一宮成春 | 一宮久成 |
| 何代城主 | 9代城主                 | 10代城主 | 11代城主 | 12代城主 | 13代城主        | 14代城主   | 15代城主 |          |
| 城主名   | 一宮成光                | 一宮成永 | 一宮成考 | 一宮成祐 | 谷忠澄 江村親俊 | 蜂須賀家政 | 益田持正 |          |

## 城郭

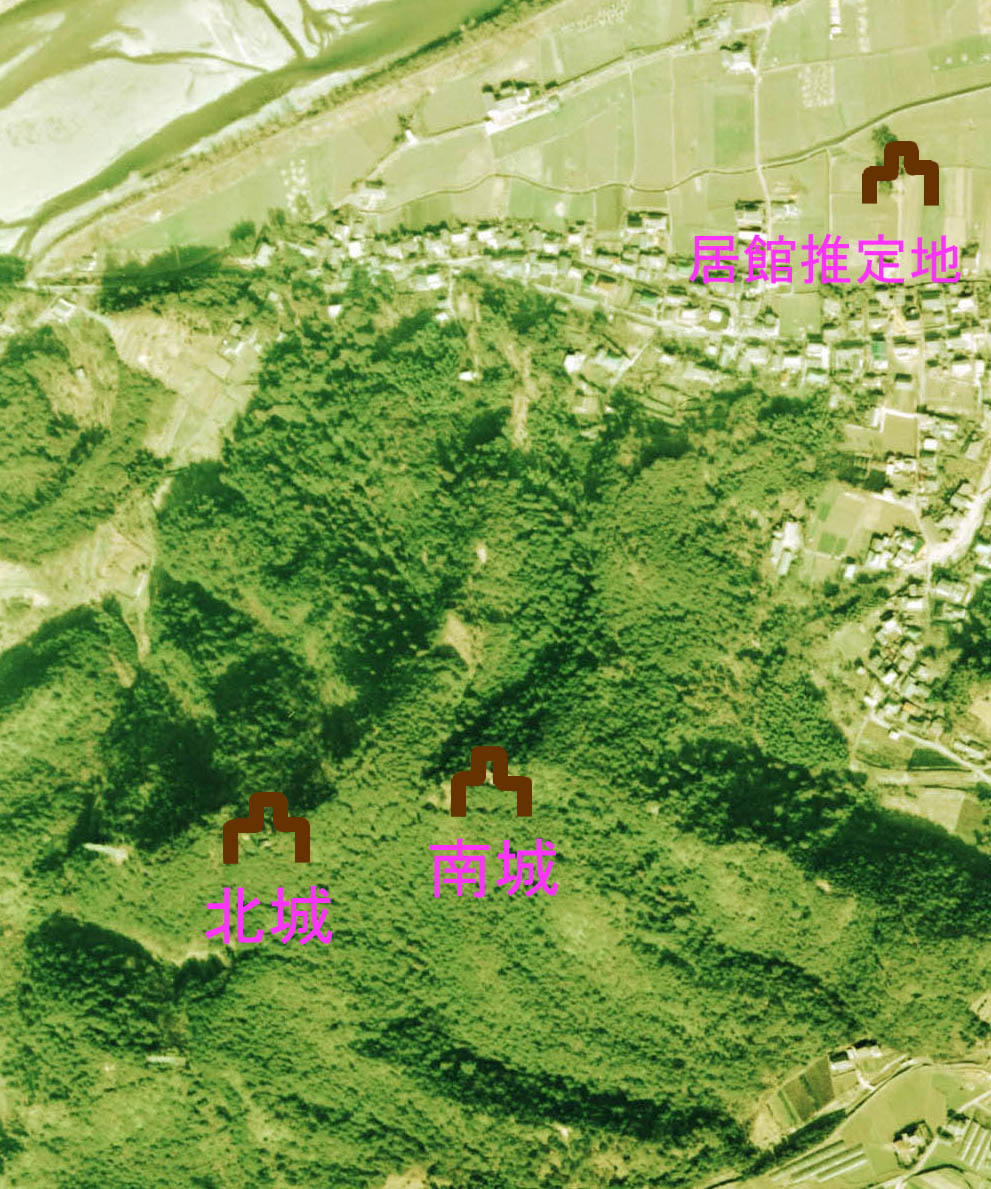
一宮城と周辺地域の空中写真/

一宮城は本丸を中心に、東西800m、南北500mの範囲で才蔵丸や明神丸、小倉丸などの曲輪が配置されている他、倉庫跡、畑跡、貯水池跡や、尾根筋には堀切、横堀、竪堀、小曲輪を配し、強固な防御としている。蜂須賀家政時代と思われる本丸部分の石垣は、徳島には産出例が多い結晶片岩の野面積みで、角石には立石を用いるなど近世城郭の初期時代と思われる。これらの石垣は、徳島県下では、池田城と同規模で、徳島城に次ぐ大規模なものとなっている。1817年（文化14年）に編纂された『一宮城古城跡書』によると、主要曲輪は6ヵ所、小規模なものを含めると13ヵ所の丸と呼ばれる曲輪があったと記載されている。

### 本丸
本丸は最高所に位置している。本丸だけは周囲に石垣が組まれており、廃城後は若宮八幡宮と呼ばれていた。石垣に沿っての本丸の大きさは、東北では36m、西北では23mある。本丸には天守台がないので、天守が建っていたかは不明だが、当時の一般的な情勢や、本丸の南側に礎石跡があることから、天守か天守に相当する建築物が建っていた可能性は高い。また本丸の東側には一ヵ所だけ虎口が設けられており、そこには櫓門になっていた。この部分は少しだけ低くなっており珍しい構造となっている。本丸の石垣の高さはまちまちだが東側は5mに達する。本丸のほとんどは急斜面になっている。1986年（昭和61年）春に本丸部分の石垣を徳島市が修復している。本丸の西側に一段下がった場所に釜床曲輪がある。本丸の虎口にある石段、本丸の礎石、そして釜床の石組は同世代の遺構と考えられている。
|  |  |  |

### 小倉丸
小倉丸の南側にあり、標高は123.4mに位置する。本丸の南側を防御するように作られた細長い曲輪で、曲輪の西南には高さ2mの土塁を巡らしている。本丸を背にする方向には土塁は無い。虎口は中央部に一か所あり、土塁の長さは内側で58mある。土塁は直線的なものではなく、地形に応じて少しずつ湾曲している。また土塁の北西に突出している櫓台になっている。現在の櫓台は崩壊しているが、以前は角のある方形の櫓台であったと考えられる。土塁の盛り土は風化があるためか、崩壊があり傾斜も緩い。また土塁の更に外側には空堀が巡らされている。この空堀は横移動が可能な通路としても利用されていたようで、西南の虎口と連結している。小倉丸は空堀、土塁、そして櫓台から横矢をかける仕組みとなっており、一宮城の南方防御の重要な拠点となっていた。
|  |  |  |

これ以外の北城部分としては、椎丸と水ノ手丸がある。双方とも貯水池を守るように配しており、土塁や竪堀、堀切で防御している。椎丸は主要6曲輪の中で最も小さく東西、南北20mになる。双方とも本丸方向にそれぞれ虎口が開けている。

一宮城の特徴は様々あるが、貯水池と陰滝も大きな特徴の一つとなっている。水を貯めていた土手も切られているが、当時は大きな貯水池があった。この貯水池があったらからこそ、豊臣秀長の猛攻に耐える事が出来たと考えられている。この貯水池を馬蹄形に囲むように、小倉丸、椎丸、水ノ手丸が配されており、またそれらの曲輪を連結するような小さい曲輪もあり防御施設が作られていた。

### 才蔵丸
才蔵丸は一宮神社から登城口から最初に到達する主要曲輪で、三の丸とも呼ばれている。標高は129.2mで、曲輪の形態は自然地形に沿って不整形で東西に細長く、曲輪内は平坦ではなく東方向にやや傾斜している。虎口は西端の一ヵ所あり、堀切に面している。才蔵丸の東の端には一段下がって曲輪を配し、そこから更に北側の稜線上には堀切があり、稜線上からの侵入者を防御している。

### 明神丸
明神丸の標高は140.9m、本丸との高低差は3.4mで、本丸より明神丸が東北にあることから眺望がよい。二の丸とも呼ばれている。明神丸の周囲にはほぼ一周する細い帯曲輪が取り巻いている。また、北側の尾根からの侵入を防ぐための空堀と階段状の曲輪が配置され、北西方向にも二重の空堀が設けられている。またこの曲輪には「剣山遙拝所」があったという伝承があり、南西部分には礎石と基段が残っている。その形より拝殿、本殿の形成が整った建物があったと推定されている。また本丸と明神丸の間を繋げていた長さ64m、幅13mの削平した帯曲輪がある。本丸を防御の意味からも重要な曲輪であった。この南側に一ヵ所、帯曲輪への虎口がありそこは石段になっている。
|  |  |  |

これ以外の南城部分としては、倉庫曲輪があり標高89.7mに位置し、この曲輪は必ず平坦ではなく自然の尾根に少し手を加えた平地にした程度で、ここから炭化した穀物が出土している。また一宮城には数多い水に関する史料が見受けられる。『伊藤文章』、『森古伝記』、『太閤記』、『異本阿波志』などには、羽柴秀吉の四国攻めで「水の手」にからむ攻防戦が行われたとの記載がある。貯水池以外にも、本丸下に空井戸跡があり、また才蔵丸周辺に湧水跡がある。この湧水跡が当時の物かは不明だが、小さな水源は数多くあったと考えられている。

### 御殿居（里城）
本丸から東北方向に約500mの地点に、「御殿居」と呼ばれている居館がある。正確な面積は不明だが、南北約140m、東西約130mと考えられている。この付近の標高は18mで内部には寄神社がある。御殿居の名称の由来は、土塁囲みの城、館からきており、日本各地には領主屋敷のとして地名が残っている例があり、一宮城の居館も堀と土塁で巡らしていたと思われているが、現在はそのような遺構は無く水田となっている。この居館は『三好記』にも、
とある。これは三好実休が阿波国守護である細川持隆（氏之）を殺害したことに激怒し、久米義広が三好実休の妹婿であった一宮成祐がいる一宮城を攻城した部分である。ここにある下屋敷というのは居館、里城のことで、「要害きびしく」というのは、堀、土塁を巡らした居館を指すと思われている。

### 防備
現在の山道も一宮城への登城の一つとして使われた可能性はあるが、この城の大手は現在の山道とは違う場所にあったと考えられている。大手は天満谷筋に作られ谷の入り口、北町には家臣団屋敷のような平地が階段状に配され現在も住宅地となっている。谷筋を登っていくと保存状態の良い場所では道幅2mにもなり、現在の山道より広い。そこから更に登っていくと分岐点があり、西と東の倉庫曲輪に繋がっている。物資の搬入路としても使われたと考えられている。搦め手は、大手と反対側の南方の尾根続きであったと『名東郡史』に記されている。これ以外にも出撃や撤収に使われた道が数多くあったと堀切などによって推察できるが、道に関しては曲輪と違い大規模な工事を必要としないため、埋没しやすく廃城後の道とも区別がつきにくく、現在の山道は整備されているが、推定の大手、搦め手共整備されていない。
一宮城の主要6曲輪の虎口は平入りで、枡形や喰違のような虎口は見当たらない。枡形は近世城郭になって急速に発展するので、一宮城はそれより年代がさかのぼることになる。また一宮城からは瓦は出土されていない。これにより城内に建っていた建物はすべて板葺きの建設物の可能性がある。
一宮城には横面攻撃の工夫がある。才蔵丸と明神丸を区切る堀切から堀底道を通り、帯曲輪への門へ繋がっているが、ここは一段高い才蔵丸や明神丸の帯曲輪から側面攻撃をうける構造となっている。この堀底道には一ヵ所竪堀があり、あえて堀底道を狭くし進入速度を遅らす工夫がある。明神丸の虎口に向かう途中にも一段高い明神丸から側面攻撃をうけるなど、このような側面攻撃ができる場所は多数存在しており、防備に工夫が見受けられる。

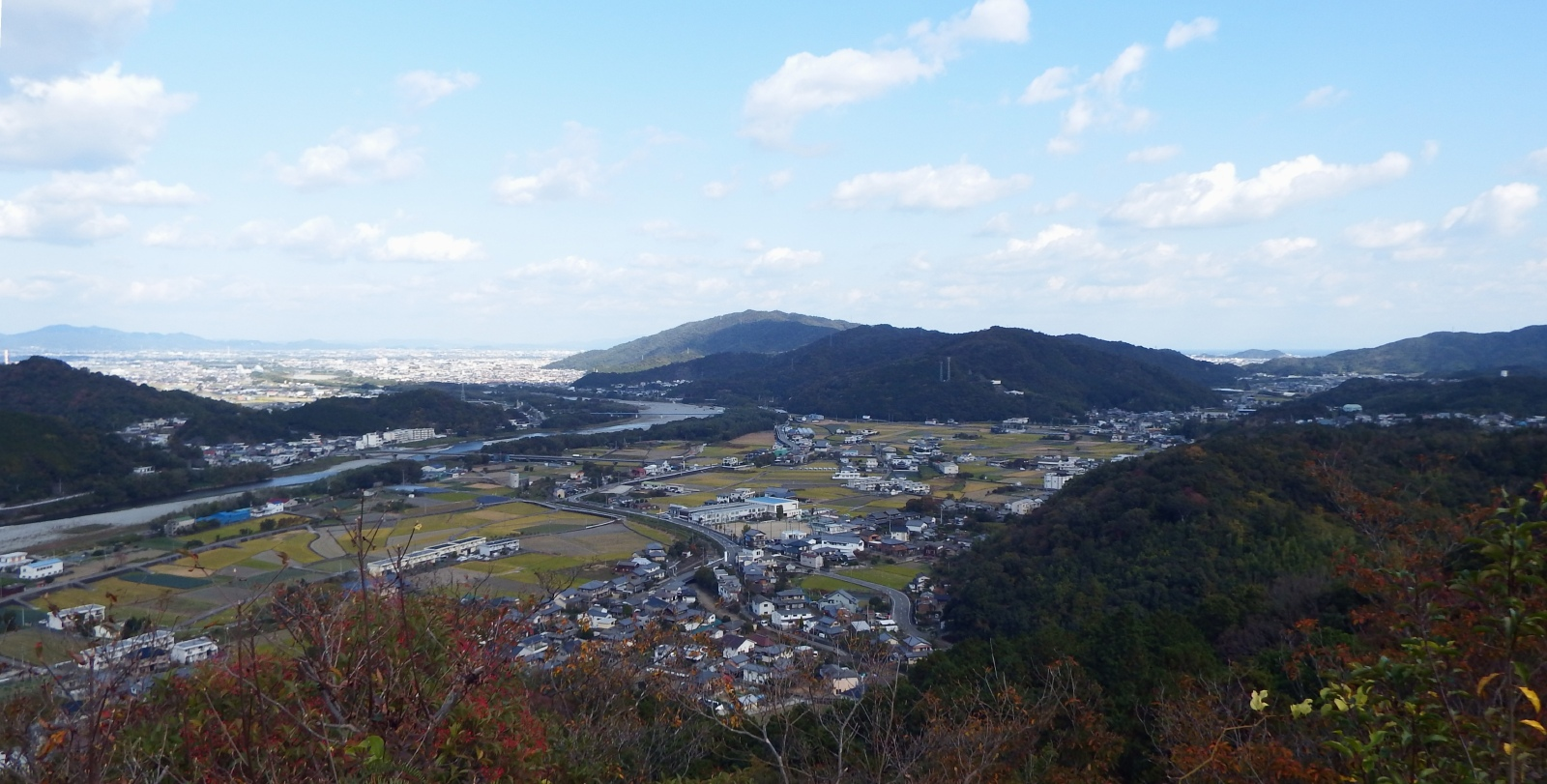
明神丸からの眺望/一宮城から北東、徳島市方向を撮影

## 城跡へのアクセス
- 車でのアクセス 

一宮神社の拝殿/登山口周辺にある

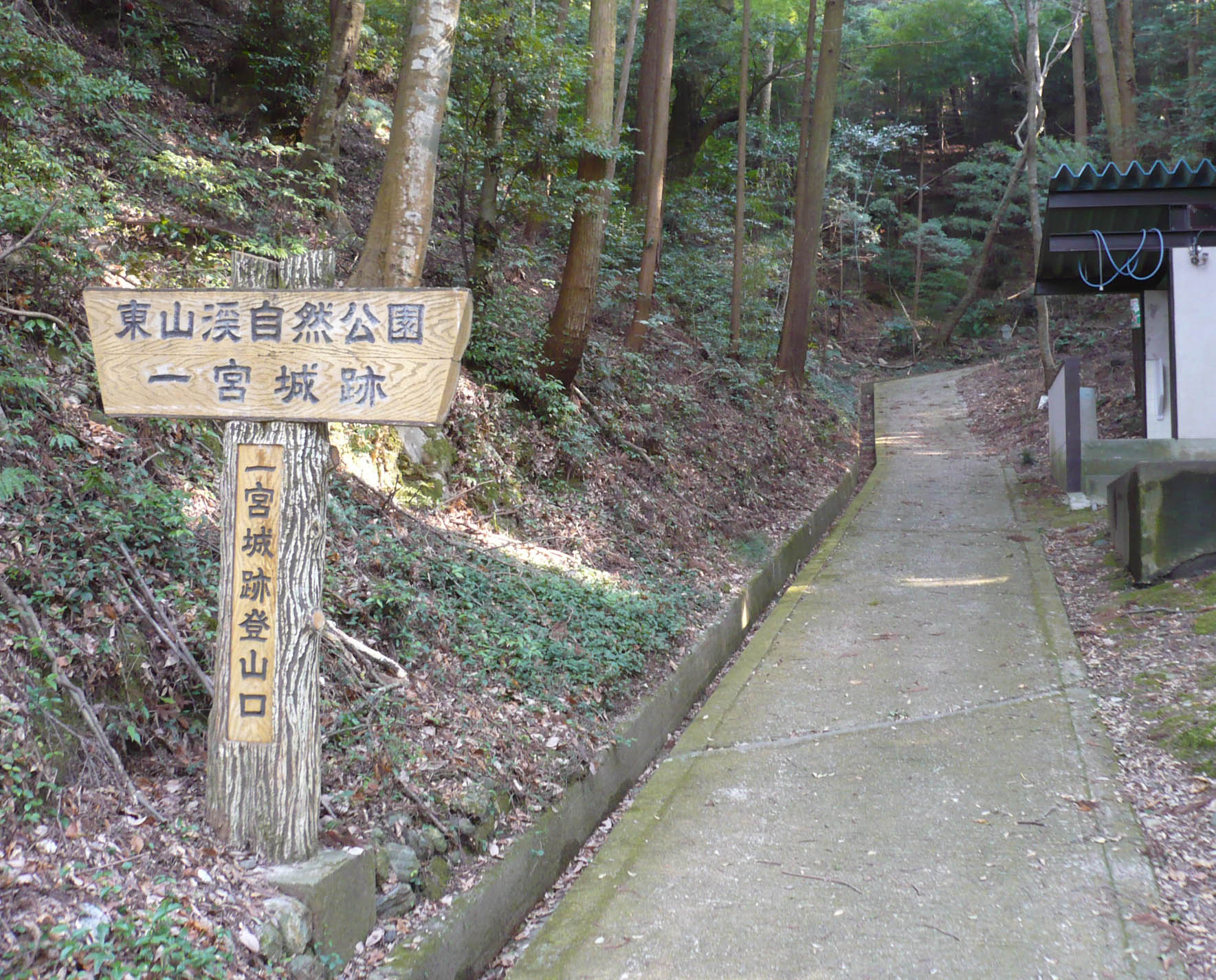
一宮城への登山口

  - 徳島自動車道　徳島IC　→　国道11号　→　国道192号　→　徳島県道207号　→　徳島県道21号
  - 一宮神社に参拝者用無料駐車場有り
- 徒歩でのアクセス
  - 登山口　→　本丸跡　徒歩約30分